# Codificación de la señal compuesta
La Codificación en componentes o Codificación de la señal compuesta es un proceso por el cual se digitaliza la señal analógica de televisión utilizando su división por componentes: luminancia (Y) y crominancia (subportadoras de color:R-Y y B-Y).
En realidad, no se utiliza la señal por componentes convencional: Y, (R-Y), (B-Y); sino que se utiliza una señal por componentes ponderada: Y, K1(R-Y), K2(B-Y); (donde K1 y K2 son factores de ponderación).
La principal ventaja es que se acaba con la incompatibilidad entre los diferentes estándares de televisión. La señal por componentes es común a todos ellos, por lo tanto, utilizando los mismos parámetros en cuanto a frecuencia de muestreo, cuantificación digital y codificación; se puede establecer, por primera vez, la compatibilidad. Basta con un conversor D/A específico para cada estándar, para mantener, también la compatibilidad con los estándares analógicos.
El Comité Consultivo Internacional de Radio Comunicaciones (CCIR) emitió en 1982 la norma CCIR 601 de televisión digital por componentes.
La norma CCIR 601 de televisión digital es conocida como la norma 4:2:2, porque establece 4 muestreos para la luminancia y dos muestreos para cada subportadora de color. La resolución se establece en 8 bits, ampliables a 10, en ciertas aplicaciones con mayores requerimientos.
La frecuencia de muestreo no es la misma para la luminancia (13,5 MHz) que para las subportadoras de color (6,75 MHz). Esto se debe a que las señales de crominancia tienen un ancho de banda más pequeño.